# 労働政策審議会
労働政策審議会（ろうどうせいさくしんぎかい、英: Labor Policy Council）とは、厚生労働省設置法第6条第1項に基づき、厚生労働省に設置されている審議会等の一つ。略称は労政審（ろうせいしん）。
中央省庁再編に伴い、従来の中央労働基準審議会や中央職業安定審議会など13の審議会を統合し、2001年（平成13年）1月6日に設置された。

## 所管事務
労働政策審議会は、次に掲げる事務をつかさどる（厚生労働省設置法第9条）。
1. 厚生労働大臣の諮問に応じて労働政策に関する重要事項を調査審議すること。
2. 厚生労働大臣又は経済産業大臣の諮問に応じてじん肺に関する予防、健康管理その他に関する重要事項を調査審議すること。
3. 前二号に規定する重要事項に関し、厚生労働大臣又は関係行政機関に意見を述べること。
4. 労働基準法、労働時間等の設定の改善に関する特別措置法、専門的知識等を有する有期雇用労働者等に関する特別措置法、労働安全衛生法、労働災害防止団体法、労働者災害補償保険法、労働保険の保険料の徴収等に関する法律、勤労者財産形成促進法、中小企業退職金共済法、中小企業退職金共済法の一部を改正する法律、労働施策の総合的な推進並びに労働者の雇用の安定及び職業生活の充実等に関する法律、職業安定法、労働者派遣事業の適正な運営の確保及び派遣労働者の保護等に関する法律、高年齢者等の雇用の安定等に関する法律、障害者の雇用の促進等に関する法律、建設労働者の雇用の改善等に関する法律、港湾労働法、中小企業における労働力の確保及び良好な雇用の機会の創出のための雇用管理の改善の促進に関する法律、介護労働者の雇用管理の改善等に関する法律、看護師等の人材確保の促進に関する法律、林業労働力の確保の促進に関する法律、雇用保険法、職業能力開発促進法、外国人の技能実習の適正な実施及び技能実習生の保護に関する法律、青少年の雇用の促進等に関する法律、雇用の分野における男女の均等な機会及び待遇の確保等に関する法律、育児休業、介護休業等育児又は家族介護を行う労働者の福祉に関する法律、短時間労働者の雇用管理の改善等に関する法律及び家内労働法の規定によりその権限に属させられた事項を処理すること。

審議会は、会議を原則公開とし、また、審議会の議事録は、原則公開とする（労働政策審議会運営規程第5条、第6条）。

## 分科会・部会
審議会には、審議事項の性質別に7つの分科会とそのもとに16の部会が置かれている。
- 労働条件分科会
  - 労災保険部会
  - 最低賃金部会
  - 有期雇用特別部会
- 安全衛生分科会
  - じん肺部会
- 職業安定分科会
  - 雇用対策基本問題部会
  - 雇用保険部会
  - 労働力需給制度部会
  - 高年齢者有期雇用特別部会
  - 家内労働部会
  - 同一労働同一賃金部会
- 障害者雇用分科会
- 雇用環境・均等分科会
  - 家内労働部会
  - 同一労働同一賃金部会
- 勤労者生活分科会
  - 中小企業退職金共済部会
- 人材開発分科会
  - 監理団体審査部会

以下の2部会は、審議会直属の部会である。
- 労働施策基本方針部会
- 労働政策基本部会

## 委員
国際労働機関の公労使三者構成の原則を整えるため、委員は公益・労働者・使用者の各代表10名の計30名で組織され、厚生労働大臣によって任命される（労働政策審議会令第2条、第3条）。任期は2年で再任可能。また、特別の事項を調査審議させるため必要があるときは、臨時委員を、専門の事項を調査させるため必要があるときは、専門委員をそれぞれ置くことができる。会長は、公益代表委員のうちから、委員が選挙する（労働政策審議会令第5条）。
審議会の会議は、厚生労働大臣の請求があったとき、会長が必要があると認めるとき又は委員の3分の1以上から請求があったときに会長が招集する（労働政策審議会運営規程第2条）。

### 第11期委員
（令和7年2月17日現在）
◎は会長、○は会長代理
公益代表
- 荒木尚志 - 東京大学大学院法学政治学研究科教授
- 奥宮京子 - 弁護士（田辺総合法律事務所）
- 小畑史子 - 京都大学大学院人間・環境学研究科教授
- ◎清家篤 - 日本赤十字社社長、慶應義塾学事顧問
- 髙田礼子 - 聖マリアンナ医科大学予防医学教室主任教授
- 武石恵美子 - 法政大学キャリアデザイン学部教授
- 中窪裕也 - 一橋大学大学院法学研究科特任教授
- ○守島基博 - 学習院大学経済学部経営学科教授、一橋大学名誉教授
- 山川隆一 - 東京大学大学院法学政治学研究科教授
- 山本眞弓 - 弁護士（アルク法律事務所）

労働者代表
- 安藤京一 - 情報産業労働組合連合会中央執行委員長
- 石川幸德 - 日本郵政グループ労働組合中央執行委員長
- 清水秀行 - 日本労働組合総連合会事務局長
- 中川育江 - 日本労働組合総連合会宮崎県連合会会長
- 永島智子 - UAゼンセン会長
- 成田幸隆 - 全日本運輸産業労働組合連合会中央執行委員長
- 則松佳子 - 日本労働組合総連合会副事務局長
- 堀谷俊志 - 日本化学エネルギー産業労働組合連合会会長
- 安河内賢弘 - JAM会長
- 山中しのぶ - 全日本電機・電子・情報関連産業労働組合連合会事務局次長

使用者代表
- 内田高史 - 東京ガス(株)取締役会長
- 大橋徹二 - （株）小松製作所取締役会長
- 川﨑博子 - ENEOSホールディングス（株）社外取締役
- 小松万希子 - 小松ばね工業（株）代表取締役社長
- 西周純子 - 住友林業(株)執行役員（法務部長）
- 野村泰弘 - 全国中小企業団体中央会副会長、大阪府中小企業団体中央会会長
- 藤原清明 - (一社)日本経済団体連合会専務理事
- 村上久乃 - （株）ベネッセホールディングス常務執行役員CHRO兼人財・総務本部長
- 矢口敏和 - グローブシップ(株)代表取締役社長
- 芳井敬一 - 大和ハウス工業(株)代表取締役会長CEO

## 課題
労働契約法18条の「5年」を、大学教員や研究所研究員等について「10年」と読み替える研究開発力強化法の改正が2013年12月になされた（施行は2014年４月～）が、その際には、通常見られる労働政策審議会での審議会は一切なされず、議員立法で成立した。政府サイドにおいて、労働政策審議会では労働者寄りの意見が出されて、迅速な審議ができないことが懸念された可能性があり、労働政策審議会の事実上の骨抜きとの批判が強い（労働法律旬報2014年１月合併号の各論文より）。